# نور صبری
نور صبری (عربی: نور صبري عباس حسن البيراوي؛ زادهٔ ۱۶ دسامبر ۱۹۸۰) یک بازیکن فوتبال اهل عراق است.
وی همچنین در تیم ملی فوتبال عراق بازی کرده است.